# 기타니 미노루
기타니 미노루(일본어: 木谷 實, 1909년 1월 25일-1975년 12월 19일)는 일본의 바둑 기사로 원로 바둑 9단이다. 20세기의 바둑 기사 중에서도 손꼽히는 존재로 서사 및 회자된다.

## 생애
효고현 고베시 출신. 초등학교 3학년 때부터 도리이 나베지로(鳥居鍋次郎) 초단에게 바둑을 배웠다. 이후 도리이 2단 승단 파티에서 소개된 것을 계기로 구보마쓰(久保松勝喜代) 4단으로부터 본격적으로 바둑 수업을 받았다. 1921년 12살 때 스즈키 다메지로 6단 문하에 들어갔다.
1924년 15세에 프로 입단. 1927년 동경일일신문(東京日日新聞) 주최의 '신진 연승 기전'에서 10연승을 거둬 '괴동환'이라는 별명을 얻었다. 1931년 결혼. 1934년 라이벌 오청원과 공동으로 '위기(圍棋)의 혁명 신포석법'을 발표. 1938년 슈사이 명인 은퇴 대국에서 승리. 1939~1941년 오청원과의 치수 고치기 십번기에서 패배. 1954년 뇌출혈로 쓰러져 2년간 요양. 이후 1968년 3월 바둑 분야 은퇴. 1974년 3월 기타니 도장 폐쇄. 1975년 12월 19일 심부전으로 자택에서 사망했다.

## 인물

### 일본 바둑 대중화 기여
혼인보 타이틀에 3번 도전했지만 결국 획득하지 못하는 등 큰 타이틀은 획득하지 못했지만, 신포석을 창안하는 등 독창적인 스타일로 존경을 받았다. 또한 가나가와현 히라쓰카시에 '기타니 도장'을 만들어 후진 양성에 힘썼다. 기타니 문하의 제자들 중 상당수는 일본을 대표하는 바둑 기사로 성장해 특히 1980년대에는 일본 내 주요 타이틀을 기타니 도장 출신 기사들이 거의 독점할 정도로 맹위를 떨쳤다. 기타니 문하의 대표적인 바둑 기사는 이와타 다쓰아키, 오히라 슈조, 오타케 히데오, 이시다 요시오, 가토 마사오, 미야자와 고로, 고바야시 고이치, 다케미야 마사키, 고바야시 사토루, 오가와 도모코, 대한민국 바둑계 분야의 대원로인 조남철, 그 이외에도 한국인 바둑 기사 조상연, 김인, 윤기현, 하찬석, 조치훈 등이 있다.

## 기풍
여러 차례 변화했다. 초반에는 전투적인 스타일로 '괴동환'이라는 별명을 얻었지만, 5단 시절에는 신포석을 발표하며 수준 높은 바둑으로 변화했다. 1936년경에는 실리를 중시하는 기풍으로 변했다. 뇌출혈로 쓰러졌다가 복귀한 뒤에는 우선 기반을 다진 뒤 적진에 쳐들어가는 전법을 선보였다.

## 기타
- 기타니와 오청원은 1933년부터 1936년까지 1차 10번기 도중 신포석을 탄생시켰다. 당시까지 바둑계에서는 첫 수를 소목에 두는 것이 좋은 방법으로 알려져 있었다. 그러나 기타니와 오청원은 소목이 아닌 화점이나 5.5에 첫 수를 두는 신포석을 발표하면서 당시 바둑계에 센세이션을 불러일으켰다.
- 기타니와 오청원은 1939년부터 '세기의 대국'으로 불리는 '가마쿠라 10번기'를 뒀고, 그 결과 오청원이 승리했다.
- 유명한 대식가로 아침에 다섯 공기, 점심에 여섯 공기, 저녁에 일곱 공기를 먹는 일도 있었다고 한다.